# كأس ديفيز 1992
كأس ديفيز 1992 هو الموسم 81 من  كأس ديفيز. أقيم خلال الفترة 31 يناير 1992 وحتى 6 ديسمبر 1992، وفاز فيه منتخب الولايات المتحدة.